# Saxon Irvine
Saxon Irvine (Byron Bay, 5 december 1986) is een Australisch wielrenner die in 2016 reed voor Data#3 Cisco Racing Team p/b Scody.

## Carrière
In 2016 werd Irvine vijfde op het Oceanisch wegkampioenschap, ruim drie minuten achter winnaar Sean Lake. In augustus van dat jaar behaalde hij zijn eerste UCI-overwinning door de zevende etappe van de Ronde van Singkarak op zijn naam te schrijven. Irvine wist hier een sprintend peloton negentien seconden voor te blijven. In het puntenklassement eindigde hij, met een achterstand van drie punten op Amir Kolahdozhagh, op de tweede plaats.

## Overwinningen
2016
7e etappe Ronde van Singkarak

## Ploegen
- 2015 –  Data#3 Symantec Racing Team p/b Scody (vanaf 1-12)
- 2016 –  Data#3 Cisco Racing Team p/b Scody

Allen · Bridgwood · Cupitt · Evers · Grunke · Hubbard · Irvine · Jory · Melville · Mowatt · Newbery · Spurrell · R.Thomas · S.Thomas · Volkers · Williams